# Rubén Bonifaz Nuño
Rubén Bonifaz Nuño (né le 12 novembre 1923 à Córdoba et mort le 31 janvier 2013 à Mexico) est un poète et un spécialiste des humanités mexicain.

## Biographie
Rubén Bonifaz Nuño a étudié le droit à l'université nationale autonome du Mexique (UNAM) de 1934 à 1947. En 1960, il donne des cours en latin à la Faculté de philosophie et de lettres de l'UNAM, puis passe un doctorat en 1970. Il a traduit Catulle, Properce, Ovide, Lucrèce et l'Énéide.

## Œuvres poétiques
- Mors angeli (1945)
- Imagines (1953)
- Daemona et dies (1956)
- Pallium et corona (1958)
- Cantus ad Simonem Bolivar (1958)
- Pauperum ignis (1961)
- Septem gladiorum (1966)
- Tigridis penna (1969)
- Flamma in speculo (1971)
- Priora poemata tres (1979)
- Templum corporis sui (1980)
- As aurorum (1981)
- Cor spiraque (1983)
- Alea amoris (1987)

## Traductions en français
- Le Cri du sang, traduction par Émile Martel de : El grito de la sangre, Trois-Rivières (Québec), Les Écrits des forges, 1999